# Leopold Lahner
Leopold Lahner (1880. – ?) osztrák atléta és kötélhúzó.
Az 1906. évi nyári olimpiai játékokon indult kötélhúzásban. Egyenes kieséses volt a verseny. Az első körben kikaptak a görögöktől, majd a bronzmérkőzésen szintén kikaptak a svédektől.
Indult még atlétika számokban. Kettő dobószámban versenyzett: súlylökésben és kődobásban. Egyikben sem nyert érmet.